# Єдиний реєстр зброї
Єдиний реєстр зброї (ЄРЗ) — українська інформаційно-телекомунікаційна система, що призначена для автоматизації обліку процесів обігу зброї.
Реєстр забезпечує формування, зберігання, спільне використання і верифікацію інформації про:
- права в сфері обігу зброї,
- права в сфері боєприпасів до неї,
- права в сфері основних частин зброї, які мають ідентифікаційні номери
- права в сфері вибухових матеріалів,
- об'єкти та суб'єкти цих прав.

ЄРЗ є функціональною підсистемою єдиної інформаційної системи Міністерства внутрішніх справ України.
Запрацював з 23 червня 2023.

## Очікувані результати
Автоматизація обліку процесів обігу зброї дозволить:
- покращити контроль за дотриманням порядку виготовлення, придбання, обліку, зберігання, охорони та використання зброї, у тому числі на об'єктах дозвільної системи;
- проводити ідентифікацію зброї або основної частини зброї, яка має ідентифікаційні номери, боєприпасів до неї та вибухових матеріалів;
- забезпечити з боку держави ефективний контроль у сфері обігу зброї, боєприпасів до неї та поводження з вибуховими матеріалами.